# 近鐵新庄站
近鐵新庄站（日语：／ Kintetsu-Shinjo eki */?）是位於日本奈良縣葛城市，屬於近畿日本鐵道（近鐵）御所線的鐵路車站。車站編號為P24。

## 歷史
- 1930年（昭和5年）12月9日 - 南和電氣鐵道開通，本站開業，當時的站名為南和新庄町站[1]。
- 1944年（昭和19年）
  - 4月1日 - 關西急行鐵道合併南和電氣鐵道[2]。本站成為關西急行鐵道御所線的車站，改稱關急新庄站[3]。
  - 6月1日 - 由於戰時統合，關西急行鐵道與南海鐵道（現在的南海電氣鐵道前身）合併[2]。成為近畿日本鐵道御所線的車站，改稱為近畿日本新庄站[1]。
- 1970年（昭和45年）3月1日 - 改稱為近鐵新庄站[1]。
- 2007年（平成19年）4月1日 - 可使用PiTaPa乘車[4]。
- 2012年（平成24年）12月21日 - 成為全日無人車站。

## 車站構造
本站為側式月台2面2線的地面車站，列車可在此交會，是御所線中途站中唯一列車可交會的車站。月台長度可容納4節車廂。站房位於東側，與上行月台間設有站內平交道可連通。本站是由高田市站管理的無人車站。

### 月台配置
| 月台 | 路線   | 方向 | 目的地                                  |
| ---- | ------ | ---- | --------------------------------------- |
| 1    | 御所線 | 下行 | 往 御所                                 |
| 2    | 御所線 | 上行 | 往 尺土、古市、大阪阿部野橋、橿原神宮前 |

## 使用狀況
近年1日上下車人次的調査結果如下。
- 2015年11月10日：2,487人
- 2012年11月13日：2,490人
- 2010年11月9日：2,529人
- 2008年11月18日：2,580人
- 2005年11月8日：2,603人

### 上車人次
近年1日平均上車人次如下。
| 年度               | 1日平均 上車人次 |
| ------------------ | ---------------- |
| 1990年（平成2年）  | 1,738            |
| 1991年（平成3年）  | 1,771            |
| 1992年（平成4年）  | 1,784            |
| 1993年（平成5年）  | 1,801            |
| 1994年（平成6年）  | 1,789            |
| 1995年（平成7年）  | 1,770            |
| 1996年（平成8年）  | 1,764            |
| 1997年（平成9年）  | 1,694            |
| 1998年（平成10年） | 1,679            |
| 1999年（平成11年） | 1,624            |
| 2000年（平成12年） | 1,591            |
| 2001年（平成13年） | 1,549            |
| 2002年（平成14年） | 1,564            |
| 2003年（平成15年） | 1,561            |
| 2004年（平成16年） | 1,490            |
| 2005年（平成17年） | 1,482            |
| 2006年（平成18年） | 1,472            |
| 2007年（平成19年） | 1,465            |
| 2008年（平成20年） | 1,489            |
| 2009年（平成21年） | 1,443            |
| 2010年（平成22年） | 1,445            |
| 2011年（平成23年） | 1,431            |
| 2012年（平成24年） | 1,411            |
| 2013年（平成25年） | 1,452            |
| 2014年（平成26年） | 1,422            |
| 2015年（平成27年） | 1,428            |
| 2016年（平成28年） | 1,458            |
| 2017年（平成29年） | 1,487            |

## 車站周邊
- 葛城市役所新廳舎
- 新郵局
- 柿本神社
- 影現寺
- 大和新庄站（JR西日本 和歌山線）- 徒步約15分

## 公車路線
葛城市社區巴士
- 站前（本站東側） 公車站「近鐵新庄站」
  - 環狀線
- 葛城市役所（本站西側） 公車站「新庄廳舎前」
  - 迷你巴士D 寺口線
  - 迷你巴士E 笛堂・薑線
  - 迷你巴士F 笛吹・梅室線

## 相鄰車站
近畿日本鐵道
 御所線
■準急、■普通（準急只有運行上行路線）
尺土 （P23） － 近鐵新庄 （P24） － 忍海 （P25）